# Otto Rethel
Otto Rethel (* 26. Dezember 1822 in Aachen; † 7. April 1892 in Düsseldorf) war ein deutscher Historien-, Genre- und Porträtmaler.

## Leben und Wirken
Rethel, der jüngere Bruder des bekannten Historienmalers Alfred Rethel, war anfangs für den Kaufmannsstand bestimmt, studierte nach seiner Aachener Schulzeit von 1840 bis 1842 das Fach Malerei an der Kunstakademie Düsseldorf bei Karl Ferdinand Sohn und Wilhelm von Schadow. Danach spezialisierte er sich zunächst bis in die 1850er Jahre auf biblische Motive sowie größere Altarbilder. Er wird zur Künstlergruppe der Düsseldorfer Malerschule gezählt.

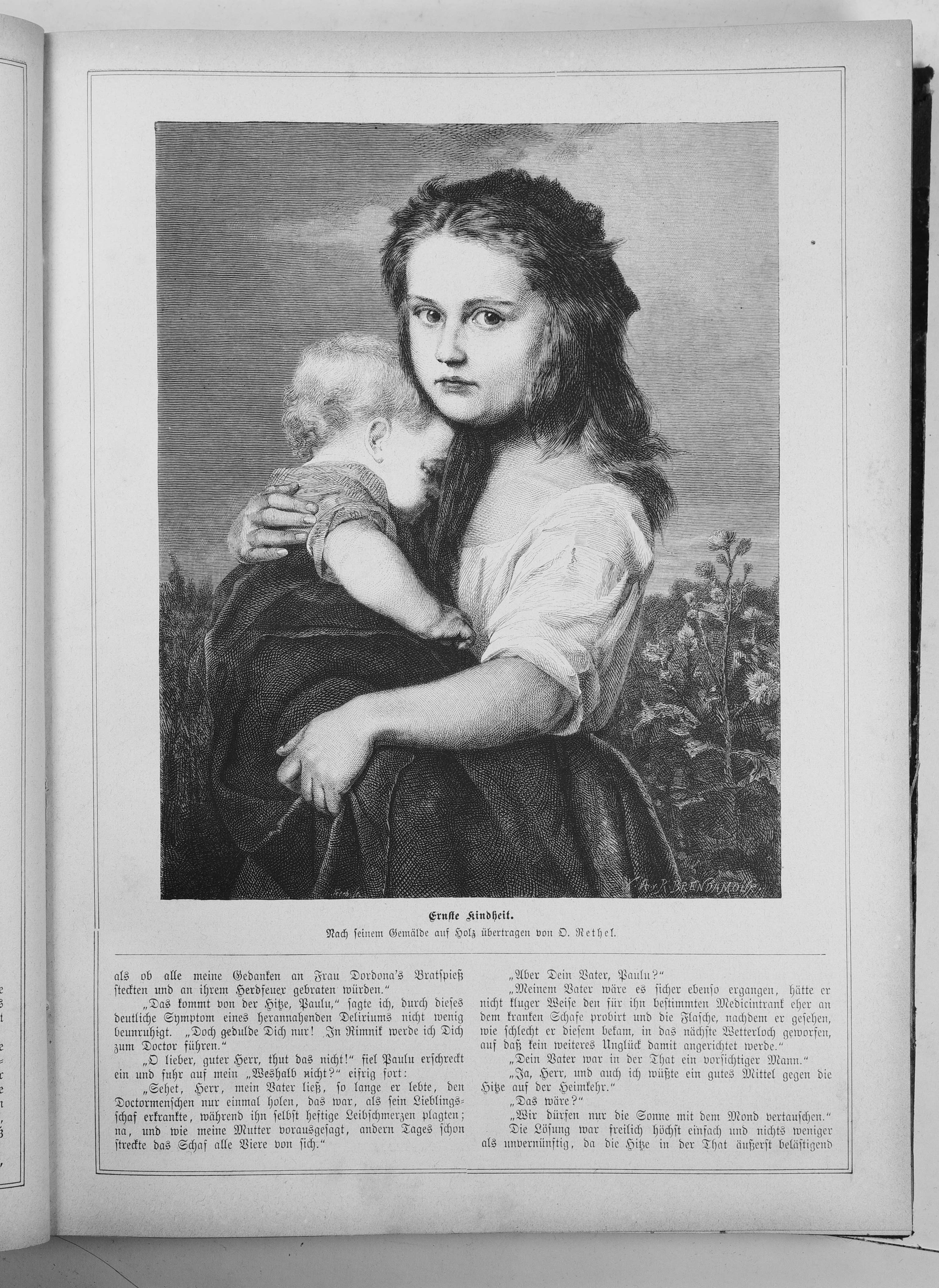
Aus dem Album Die Gartenlaube, 1880

Als sein Bruder Alfred ab 1852 zunehmend an einer Gehirnerkrankung mit einhergehender Demenz erkrankte, unterstützte Rethel ihn auf seinem Leidensweg und sorgte nach dessen Tod im Jahr 1859 auch für die junge Witwe des Bruders, Marie, Tochter des Malers August Grahl, und deren gerade erst sechs Jahre alte Tochter Else, die später den Maler Karl Rudolf Sohn, Sohn seines ehemaligen Lehrers, heiratete. Diese belastenden Erlebnisse scheinen der Auslöser für seinen Wechsel von biblischen Motiven zu den jetzt entstehenden Genrebildern wie beispielsweise: „Wiedersehen nach überstandener Krankheit, am Herd, im Trauerhaus, te Kindheit“ und andere zu sein. Darüber hinaus folgten noch zahlreiche eindrucksvolle Porträtbilder. Dabei wurden von Kunstkritikern besonders die ausdrucksvolle Darstellung der Persönlichkeit und die Farbtöne des Fleisches in den Porträts gewürdigt.
Rethel war zeitlebens in Düsseldorf tätig und aktives Mitglied im Künstlerverein Malkasten, wo er beispielsweise 1879 an der Aufführung Lebender Bilder nach dem Bild seines verstorbenen Bruders Alfred „Hannibal hat die Alpen überquert“ zum Besten der Künstler-Witwen-Kasse auftrat. Eine seiner privaten Schüler war Margarete Hoenerbach.
Um 1850 wohnte Otto Rethel mit seiner Mutter Johanna und seiner unverheirateten Schwester Emma auf der Kastanienallee 297.  Im September 1850 heiratete er die Musikerin Emma (1824–1882), eine geborene Haldensleben aus Brühl, zog in die Jägerhofstraße Haus Nr. 27 und um 1870 in das Haus Nr. 1 auf die zweite Etage des Hofgartenhauses. Dort wohnte um 1870 auch der Maler Philipp Röth. Um 1872 kaufte er ein kleines Haus auf der Rosenstraße 38, neben der Kunstgärtnerei Schlagwein. Dort wohnte er bis zu seinem Tod im Jahre 1892. Rethel wurde auf dem nördlichen Teil, sein Bruder Alfred und seine Mutter Johanna auf dem südlichen Teil, des historischen Golzheimer Friedhofs begraben.

## Familie
Otto und Emma Rethel hatten vier Kinder:
- Carl Johann (* 1851), früh verstorben
- Otto „Walther“ Rethel (* 1852; † vor 1888)[10]
- Emma Laura Rethel, genannt Lina, (* 1853)
- „Paul“ Hermann Rethel (1855–1933), preußischer Generalmajor[11] ⚭ Mally Finsterbusch, die Eltern des Flugzeugkonstrukteurs Walter Rethel (1892–1977), welcher der Großvater der Schauspielerin Simone Rethel war.

## Werke (Auswahl)

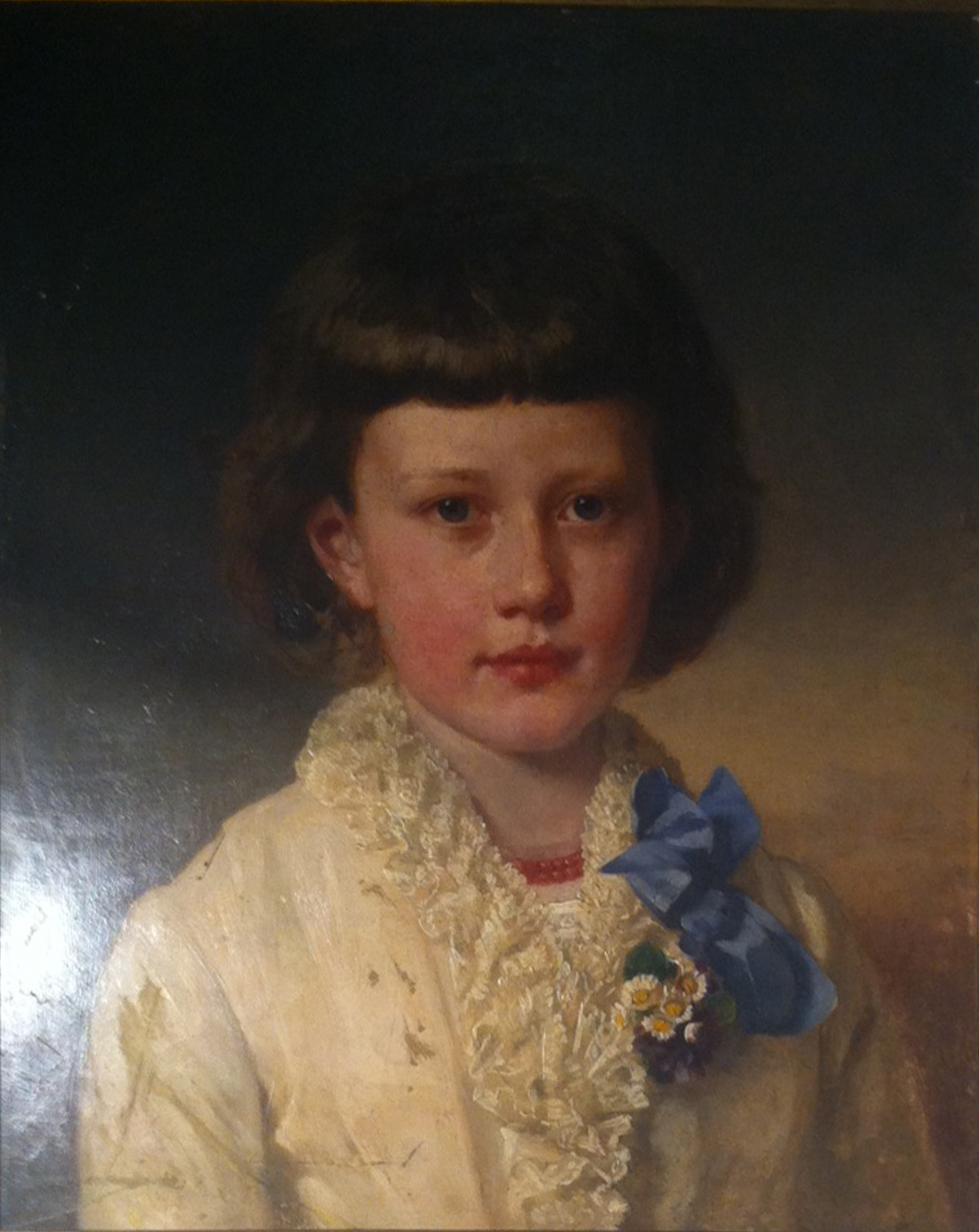
Porträt eines jungen Mädchens, 1881

- Wenn ihr nicht werdet wie die Kinder, …; o. J.
- Torquato Tasso, 1843
- Der Gang nach Emmaus, ging 1845 auf der Ausstellung des Kunstvereins für die Rheinlande und Westfalen[12] durch Gewinnlos an Barthold Suermondt[13]
- Christus und Judas, 1846[14]
- Alkuin lehrt Kaiser Karl den Großen das Schreiben, Düsseldorfer Kunstausstellung, 1847[15]
- Boas findet Ruth Ähren lesend, 1855, (im Museum zu Leipzig)
- Die tief empfundene Rückkehr des Tobias, Paulus und Silas, o. J. (Altarbild)
- Christus am Ölberg (evangelische Kirche in Oppeln[16]), o. J.
- Segnender Christus, (evangelische Kirche zu Zippnow) o. J.[17]
- Wiedersehen nach überstandener Krankheit, o. J.
- Bildniss Lehrer Anton Crumbach, o. J. (vor 1860)[18]
- Herrenporträt des Tuchfabrikanten Caspar Heinrich Pauli, Öl auf Holz, 1863
- Herrenporträt des Eberhard Bergmann aus Aachen, 1863
- Frauenporträt Emma Helene Willich, 1873
- Frauenporträt Clara Caron, 1889